# A24
Pour les articles homonymes, voir A24 (homonymie).
A24, anciennement A24 Films, est une société indépendante américaine de production et distribution cinématographique, ainsi que de production télévisée.
Cofondée en 2012 à New York par Daniel Katz, David Fenkel et John Hodges, A24 était, dans un premier temps, uniquement une société de distribution cinématographique. Elle distribue son premier film, Dans la tête de Charles Swan III, en 2013, et commence à se faire connaitre avec la sortie de Spring Breakers, qui reçoit un accueil extrêmement positif de la part de la critique. A24 devient par la suite le distributeur aux États-Unis de productions à succès comme Ex machina, Room ou The Witch.
En 2016, elle se lance dans la production avec le film Moonlight, qui obtient l'Oscar du meilleur film l'année suivante. Parmi les productions notables de la société : Hérédité, Midsommar ou encore Uncut Gems.
A24 dispose également d'une division télévisée, lancée en 2015, via laquelle elle produit des programmes télévisés comme les séries The Carmichael Show, Ramy et Euphoria.

## Histoire

### Premières années (2012-2013)
A24 Films est fondée le 20 août 2012 par Daniel Katz, David Fenkel et John Hodges, qui travaillaient déjà dans l'industrie cinématographique. Katz dirigeait la division chargée du financement de films du groupe Guggenheim Partners ; Fenkel était le président et cofondateur de la société Oscilloscope ; et Hodges était chargé de la production et du développement de la société Big Beach Films. Le nom, A24, est une référence à l’autoroute italienne A24 sur laquelle Katz conduisait quand il a décidé de fonder la société.
Guggenheim Partners a fourni le capital d'amorçage pour fonder la société. A24 commence à distribuer des films en 2013. Son premier film, Dans la tête de Charles Swan III de Roman Coppola, bénéficie d'une sortie limitée. La même année, la société est très active et distribue notamment The Bling Ring, The Spectacular Now ou encore Spring Breakers d'Harmony Korine qui reçoit un accueil extrêmement positif de la part de la critique et figure dans les listes des meilleurs films de l'année de plusieurs publications prestigieuses, ce qui attire l'attention sur A24.
En septembre 2013, A24 signe un contrat de 40 millions de dollars avec DirecTV. Ce contrat permet à DirecTV de codistribuer certains films et de proposer ces derniers sur leur plateforme en vidéo à la demande trente jours avant leur sortie au cinéma. La même année, A24 signe avec Amazon afin de proposer leurs films sur Amazon Instant Video juste après leur sortie en vidéo.

### Télévision et production (2014-2017)
En 2015, A24 annonce le lancement d'une division télévisée, alors qu'elle produisait déjà la série télévisée Playing House, diffusée sur USA Network et lancée l'année précédente. La société commence alors à développer des projets et financer des pilotes.
En 2016, A24 se lance également dans la production cinématographique avec Moonlight de Barry Jenkins. Cette première production obtient l'Oscar du meilleur film l'année suivante. La même année, la société obtient les droits de distribution globaux du film Swiss Army Man, ce qui lui permet de s'occuper du film dans tous les pays où il n'a pas de distributeur et de collaborer avec les distributeurs dans les pays où il en a déjà un.
En janvier 2017, A24 obtient les droits de distribution pour les États-Unis et la Chine du film Brooklyn Yiddish qui devient leur premier film tourné majoritairement dans une langue étrangère.

### Changements et partenariats (depuis 2018)
En février 2018, A24 lance un podcast intitulé The A24 Podcast,. Chaque épisode est une discussion entre deux personnes travaillant dans l'industrie cinématographique. Parmi les invités, le podcast reçoit notamment Bo Burnham, Paul Schrader, Sofia Coppola, Alia Shawkat ou encore Martin Scorsese. Malgré l'absence de structure prédéfinie, les épisodes contiennent généralement des discussions autour des œuvres récentes des deux invités, ce qui permet d'aborder différents sujets. En avril 2022, vingt-sept épisodes ont été publiés.
Le 26 mars 2018, le cofondateur John Hodges annonce qu'il quitte la société. En novembre de la même année, A24 signe un contrat de partenariat avec Apple afin de produire des films à destination du service Apple TV+. Il ne s'agit néanmoins pas d'un contrat d'exclusivité, ce qui permet à la société de continuer à produire et distribuer avec d'autres sociétés. Il est incertain si ces films bénéficieront d'une sortie en salle ou seront disponibles exclusivement sur le service de streaming Apple TV+.
En novembre 2019, A24 signe avec Showtime pour que la chaîne devienne le premier diffuseur à la télévision des films de la société jusqu'en novembre 2022. Les films à destination d'Apple TV+ ne sont pas compris dans le contrat.
En juillet 2021, A24 aurait étudié la possibilité d'un rachat pour un montant compris entre 2,5 et 3 milliards de dollars.

## Filmographie

### Cinéma

#### Courts métrages
- 2017 : Toru de Jonathan Minard
- 2020 : The Fall de Jonathan Glazer
- 2020 : Strasbourg 1518 de Jonathan Glazer

### Télévision

#### Séries télévisées
- 2014-2017 : Playing House
- 2015-2017 : The Carmichael Show
- 2017 : Comrade Detective
- 2019 : I'm Sorry (saison 2)
- 2019-2020 : At Home with Amy Sedaris (saisons 2 et 3)
- depuis 2019 : Ramy
- depuis 2019 : Euphoria
- depuis 2019 : The Confession Tapes (docu-série, depuis la saison 2)
- 2019 : Délit de Preuve (Exhibit A) (docu-série)
- depuis 2020 : Moonbase 8
- depuis 2021 : Ziwe
- 2021 : Mr. Corman
- 2022 : Irma Vep
- 2023 : Acharnés
- 2023 : The Idol
- 2023 : The Curse
- 2024 : Hazbin Hotel
- 2024 : Le Sympathisant (The Sympathizer)
- 2024 : Sunny
- 2025 : Surcompensation (Overcompensating)
- TBA : #1 Happy Family USA

#### Émissions
- 2018 : 2 Dope Queens
- 2018 : Random Acts of Flyness
- 2018 : Pod Save America

#### Spectacles
- 2017 : Jerrod Carmichael: 8
- 2018 : Drew Michael
- 2019 : Anthony Jeselnik: Fire in the Maternity Ward
- 2019 : Ramy Youssef: Feelings
- 2019 : Frankenstein's Monster's Monster, Frankenstein
- 2019 : My Favourite Shapes by Julio Torres
- 2019 : John Mulaney et les Kids (John Mulaney & the Sack Lunch Bunch)
- 2020 : Whitmer Thomas: The Golden One
- 2020 : Eric Andre: Legalize Everything
- 2021 : Phoebe Robinson: Sorry, Harriet Tubman
- 2021 : Mo Amer: Mohammed in Texas
- 2022 : Ali Wong: Don Wong